# منطقه صلخد
منطقه صلخد (به عربی: منطقة صلخد) یک شهرستان در سوریه است که در استان سویدا واقع شده‌است.

## خصوصیات
منطقه صلخد ۱٬۷۷۹٫۹۲ کیلومترمربع مساحت و ۶۰٬۳۷۵ نفر جمعیت دارد.